# SK Gaming
SK Gaming (kurz: SK) ist eine E-Sport-Organisation. Sie wurde im Jahr 1997 unter dem Namen Schröt Kommando (später Schroet Kommando) in Oberhausen von den Brüdern Ralf und Tim Reichert gegründet. SK Gaming ist aktuell mit Teams in Wettbewerben zu diversen E-Sport-Titeln vertreten und erlangte durch Erfolge in Counter-Strike, wie z. B. den Sieg der ESL One Cologne 2016, Bekanntheit. Derzeit hat SK Gaming Teams und Spieler in den Computerspielen League of Legends, Valorant und den Handyspielen Clash Royale und Brawl Stars. Seit Anfang 2019 halten die Daimler AG und der 1. FC Köln die Mehrheitsrechte an der SK Gaming GmbH & Co. KG. Seit dem 17. Dezember 2019 beteiligt sich die Deutsche Telekom mit 25 % an SK Gaming und seit dem 3. Februar 2022 auch die REWE Group.
SK Gaming konnte in der über 20-jährigen Geschichte mehr als 60 Meisterschaftstitel in den folgenden verschiedensten Disziplinen gewinnen: Counter-Strike 1.6, Counter-Strike: Global Offensive, Warcraft III: Reign of Chaos, FIFA, Unreal Tournament, Quake, StarCraft II, World of Warcraft und League of Legends. Die Organisation verzeichnet damit Preisgeldeinnahmen in Höhe von über 7,5 Mio. US-Dollar verteilt auf über 750 Turniere. SK Gaming ist seit der Auflösung von Ocrana (Gründung 1996, Auflösung 2008) die älteste große E-Sport-Organisation aus Deutschland.

## Geschichte

### 1997 – 2005: Anfänge
Schröt Kommando wurde 1997 als deutscher Quake-Clan von den Geschwistern Ralf „Griff“ Reichert, Tim „Burke“ Reichert, Benjamin „Kane“ Reichert und vier Freunden in Oberhausen gegründet. Die Originalaufstellung von Schroet Kommando bestand aus den drei Reichert-Brüdern, Daniel „Godlike“ Beames, Kristof „Speed“ Salwiczek, Carsten „Storch“ Kramer und Sven „Ramses“ Tümmers. Laut Ralf Reichert entstand die ursprüngliche Benennung der Organisation dadurch, dass eines der Mitglieder immer wieder rief: „Schroet!“, was im entsprechenden Jargon ein Begriff dafür ist, dass im Spiel eine Doppelflinte verwendet wird. Seither nutzte das Team die Abkürzung SK immer häufiger; schließlich wurde daraus SK Gaming. Schon zu frühen Zeiten der Szene nahm SK als einer der ersten Clans ein komplettes Frauenteam unter Vertrag, von dem wohl Annemarie „XS“ Carpendale bekannt ist, die heute bei ProSieben als Moderatorin tätig ist. Die Organisation vergrößerte sich in der Counter-Strike-Szene, in der sie zu ihrer Zeit eines der erfolgreichsten Teams Deutschlands gestellt hat. Das Team gewann 2001 zwei Turniere der Cyberathlete Professional League in Brasilien.
Im September 2001 formte Andreas „bds“ Thorstensson mit seinen Kollegen der Team- und Newsseite Geekboys ein E-Sport-Team bei SK Gaming, um eine E-Sport-Organisation mit langfristiger Perspektive aufzubauen. Thorstensson bot für SK zudem Website-Dienste wie zum Beispiel den „SK Insider“, einem virtuellen Marktplatz, bei dem Abonnenten Demo-Versionen, Mods und Erweiterungen herunterladen und direkt mit SK-Spielern sprechen konnten, an. Im Juni 2002 verpflichtete SK die Spieler des schwedischen Counter-Strike-Teams Ninjas in Pyjamas. SK Gaming gewann in den Jahren 2002, 2003 und 2005 das Sommerturnier sowie in den Jahren 2003 und 2005 das Winterturnier der Cyberathlete Professional League in Counter-Strike. In dieser Zeit spielten unter anderem Emil „HeatoN“ Christensen, Abdisamad „SpawN“ Mohamed und Ola „elemeNt“ Moum für SK Gaming.

### 2006 – 2008: Fokus auf neue Disziplinen
Im Jahr 2006 konnte das Counter-Strike-Team sich nicht für den Electronic Sports World Cup in Schweden qualifizieren. SK qualifizierte sich für die Endrunde der KODE5, indem es in der Gruppenphase zwei Spiele gewann. In den Jahren 2007 und 2008 wurde SK Gaming auf den Finalturnieren der neu gegründeten Intel Extreme Masters jeweils Vierter. Auf dem Finale der zweiten Saison der IEM kam erstmals Christopher „GeT_RiGhT“ Alesund zum Einsatz. Das Counter-Strike-Team erreichte bei weiteren Turnieren der World Cyber Games, Intel Extreme Masters oder DreamHack in den Jahren 2007 und 2008 Podestplätze.
Im Jahr 2008 investierte SK Gaming erstmals in ein World-of-Warcraft-Team, das entsprechend der im Spiel üblichen Konvention als Gilde bezeichnet wird. Zu Zeiten des Sonnenbrunnenplateaus, der finalen Instanz der Erweiterung The Burning Crusade (2007) gab es neben SK.PvE in Deutschland nur einen ernsthaften Gegner, der im Rennen um die „Firstkills“ (Erste Tötung eines Bosses) mithalten konnte: Nihilum. Das Team hatte viele Erfolge im Sonnenbrunnenplateau, wurde aber wegen Differenzen zwischen den Gildenmitgliedern aufgelöst. SK Gaming konzentrierte sich in der Zeit danach auf den PvP-Bereich. Ende 2008 nahm SK Gaming sein erstes Konsolenteam (Xbox 360) unter Vertrag.

### 2009 – 2011: Stabilitätsprobleme und Neustrukturierung
Im Herbst 2009 gab es innerhalb des Counter-Strike-Teams einige Stabilitätsprobleme, die dazu führten, dass Kristoffer „Tentpole“ Nordlund und Marcus „zet“ Sundström nach Missverständnissen und Meinungsverschiedenheiten aus dem Team entfernt wurden. Das Team holte daraufhin die H2k-Gaming-Spieler Johan „face“ Klasson und Frej „kHRYSTAL“ Sjöström zu sich, was Anfang Oktober 2009 auf der IEM IV – Chengdu zu einem Sieg gegen Fnatic führte.
Zum Jahresende 2009 entschied sich Andreas „bds“ Thorstensson sein Amt als Geschäftsführer bei SK Gaming niederzulegen. Seine Nachfolge trat Alexander Müller an. Zudem löste sich die Warcraft-III:-Reign-of-Chaos-Abteilung auf.
Im Februar 2010 wurde Frej „kHRYSTAL“ Sjöström im Counter-Strike-Team durch den ehemaligen Fnatic-Spieler Rasmus „GuX“ Ståhl ersetzt. Fnatic holte Rasmus „GuX“ Ståhl aufgrund schlechter Leistungen ihres Teams wieder in ihr Team zurück. Das war nur möglich, weil Ståhl in seinen fünf Monaten, die er bei SK gespielt hatte, keinen Vertrag unterschrieb, jedoch Gehalt bekam. Als dann die Flüge zum Turnier „Arbalet Dallas“ gebucht wurden, wurde Ståhl von Fnatic bezahlt, um diesen Flug nie anzutreten.
Abgesehen von der Schließung der RTS-Abteilung und dem Abgang des Defense-of-the-Ancients-Teams 2009 hat SK 2010 ein Team aus dem eher unbekannten Spiel Avalon Heroes, ein US-amerikanisches Heroes-of-Newerth- und ein europäisches League-of-Legends-Team aufgenommen. Im August 2010 wurde der ehemalige WarCraft-3-Spieler Frederik „MaDFroG“ Johansson zu SK geholt, als SK eine StarCraft-II-Abteilung eröffnete. 2010 markierte ebenfalls das Jahr, in dem SK seine langjährige Zusammenarbeit mit seinen drei World-of-Warcraft-Gilden in Europa, Amerika und Asien auflöste. Am 3. Dezember desselben Jahres verkündeten die FIFA-Spieler Daniel „hero“ Schellhase und Dennis „styla“ Schellhase ihren Rückzug aus dem E-Sport.
In einer Generalüberholung im Counter-Strike-Team wurden am 7. Dezember 2010 die ehemaligen Fnatic-Spieler Patrik „f0rest“ Lindberg und Christopher „GeT_RiGhT“ Alesund verpflichtet, sowie Dennis „walle“ Wallenberg aus dem Team entlassen. Zwei Wochen später, am 21. Dezember 2010, wurde ebenfalls beschlossen, das weibliche Counter-Strike-Team sowie das Counter-Strike:-Source-Team aufzulösen.
Anfang 2011 wurde erstmals ein Call-of-Duty:-Black-Ops-Team auf der Xbox 360 sowie die StarCraft-II-Neulinge Hun „inuh“ Park und Jimmy „jimpo“ Wölfinger verpflichtet. Der bisherige StarCraft-II-Spieler von SK Gaming Fredrik „MaDFroG“ Johansson erhielt keinen neuen Vertrag. Am 16. Januar 2011 wurde bekannt gegeben, dass SK ebenfalls ein nordamerikanisches Counter-Strike-Team verpflichtet, in welchem die frühere SK-Gaming-Female-Spielerin Alice „ali“ Lew einen Platz fand. Am 12. März 2011 entschied sich SK dazu, das hochgehandelte dänische StarCraft II-Talent Johannes Sabroe „Joe“ Witt sowie ein Bloodline-Champions-Team zu verpflichten. Am 4. April musste der Counter-Strike-Spieler Jimmy „allen“ Allén seinen Rücktritt aufgrund gesundheitlicher Probleme bekannt geben. Sein Nachfolger auf Probe, Dennis „dennis“ Edman wurde allerdings am 23. Mai 2011 wiederum durch seinen Vorgänger ersetzt, mit dem SK dann auch den schwedischen WCG-Qualifier bestritt.
Nach einer enttäuschenden DreamHack Summer 2011 wurde der Großteil des League-of-Legends-Teams aufgelöst und mit freien Spielern aufgefüllt. Kurz darauf, am 1. Juli 2011, wurde das Heroes-of-Newerth-Team durch das frühere Evil-Geniuses-Team ersetzt. Der 4. Juli 2011 markierte das Ende der StarCraft-II-Spieler Hun „inuh“ Park, Jimmy „jimpo“ Wölfinger und Johannes Sabroe „Joe“ Witt, die nach enttäuschenden Ergebnissen SK verlassen haben. Jedoch wurde das Team mit Jang „MC“ Min-chul und Lee „NaDa“ Yoon-yeol aus dem südkoreanischen Profispielerhaus Old Generations wieder aufgebaut. Auf der Gamescom im August wurde dann die Zusammenarbeit mit dem Heroes-of-Newerth-Team aufgelöst. SK Gaming wollte Ressourcen in das andere RTS Dota 2 investieren. Mit der Akquisition des voll dänischen und ehemaligen Next-Evolution-ESC-Teams stieg SK Gaming im November 2011 in die Dota 2 Szene ein. Jedoch löste sich das Team nach kurzer Zeit wieder auf.

### 2012 – 2015: SK Gaming in der europäischen LCS
2012 wurde die Partnerschaft zwischen SK Gaming und den Old Generations aufgelöst. Jang „MC“ Min-chul (StarCraft II) blieb bei SK Gaming und Leedie „NaDa“ Yoon-Yoel (StarCraft II) ging mit den Old Generations. Ende Januar 2012 gab SK Gaming bekannt, dass das Counter-Strike-Team den Spieler mit der kürzesten Amtszeit, Marcus „Delpan“ Larsson, aus seinem Vertrag entlässt und den dänischen Spieler Martin „trace“ Bang Heldt von mTw ins Team holt. Im April desselben Jahres kehrte Larsson zurück ins Team und ersetzte Heldt. Zwei Monate danach, am 27. Juli 2012, musste SK Gaming bekannt geben, dass ihr Counter-Strike-Team um die Spieler Robert „RobbaN“ Dahlstroem, Patrick „f0rest“ Lindberg und Christopher „GeT_RiGhT“ Alesund sowie den Teambetreuer Anton Budak nicht länger unter Vertrag stehen. Dies ist auf die Entscheidung SK Gamings zurückzuführen, das Team nicht zum Turnier GameGune 2012 zu schicken. Am 30. Juli 2012 wurde offiziell bestätigt, dass die Counter-Strike-Sparte geschlossen werde.
Am 15. Januar 2013 endete die zehnjährige Partnerschaft mit dem dänischen Peripherhersteller SteelSeries. Im Jahresrückblick von SKs CEO Alexander T. Mueller-Rodic verkündete er ebenfalls, dass die League-of-Legends-Spieler Carlos „ocelote“ Rodríguez Santiago und Patrick „Nyph“ Funke, der StarCraft-II-Spieler Jang „MC“ Min Chhul und der FIFA-Spieler Bruce „Spank“ Grannec die Organisation verlassen werden.
Nach der Qualifikation für die neue Saison der League of Legends Championship Series (LCS) im Jahr 2014 wurde das neue League-of-Legends-Team vorgestellt, das rund um den verbleibenden Spieler Adrian „CandyPanda“ Wübbelmann aufgebaut wurde. Zu ihm stießen Simon „fredy122“ Payne, Dennis „Svenskeren“ Johnsen, Jesse „Jesiz“ Le and Christoph „nRated“ Seitz. Die Frühjahrssaison konnte auf dem zweiten Platz beendet werden. Am 26. Mai 2014 wurde ebenfalls das neue Counter-Strike:-Global-Offensive-Team vorgestellt. Erstmals seit 2012 hatte SK Gaming damit wieder ein Counter-Strike-Team, das aus dem ehemaligen Spieler Faruk „pita“ Pita und Joel „emilio“ Mako, Alexander „SKYTTEN“ Carlsson, Frederik „roque“ Honak und Mikail „maikelele“ Bill bestand. Nach dem Turnier auf der DreamHack Summer 2014 hat Pita das Team wieder verlassen. Im Juli 2014 gab SK sein CS:-GO-Team vorübergehend auf. Am 30. Mai 2015 wurde bekannt, ein dänisches CS:-GO-Team unter Vertrag genommen zu haben.
Das League-of-Legends-Team erreichte als drittplatziertes Team aus Europa die Weltmeisterschaft, die in Asien ausgetragen wurde. Dort schied es in der Gruppenphase aus, nachdem Dennis „Svenskeren“ Johnsen, der für das Team auf der Position des Junglers spielte, aufgrund eines Rassismusvorfalls vor Beginn des Turniers vom Veranstalter Riot Games für die ersten drei Spiele gesperrt wurde. Berk „Gilius“ Demir ersetzte ihn in diesen drei Spielen. Am 24. November 2014 wurde das League-of-Legends-Team für die kommende Saison vorgestellt. Die Verträge von Simon „fredy122“ Payne, Dennis „Svenskeren“ Johnsen und Christoph „nRated“ Seitz wurden verlängert, während Hampus „Fox“ Myhre und Konstantinos „FORG1VEN“ Tzortziou neu verpflichtet wurden. Das Rundenturnier der Frühjahrssaison 2015 beendete SK Gaming mit 15:3 auf dem ersten Platz. In den darauffolgenden Playoffs reichte es für den vierten Platz. Nach dem Wechsel des Spielers Konstantinos „FORG1VEN“ Tzortziou zum Ligakonkurrenten Gambit Gaming erreichte SK Gaming in der Sommersaison 2015 nur den Relegationsplatz 9. Die Relegation konnte SK nicht erfolgreich beenden. Das League-of-Legends-Team stieg damit in die zweitklassige Challenger-Series ab.

### 2016 – 2018: Erfolge inCounter-Strike: Global Offensive
In der Disziplin Counter-Strike: Global Offensive entließ SK Gaming im Juni 2016 ihr dänisches Team. Grund dafür war die Verpflichtung des brasilianischen Siegerteams der MLG Major Championship: Columbus 2016 von Luminosity Gaming zum 1. Juli 2016. Das neue Team gewann bereits am 10. Juli 2016 das Major ESL One Cologne 2016. Das Team um Marcelo „coldzera“ David und Gabriel „FalleN“ Toledo schloss im Jahr 2017 an die Erfolge des Vorjahres an. SK Gaming verteidigte den Titel auf der ESL One Cologne 2017 und gewann zudem die Turniere EPICENTER 2017, BLAST Pro Series: Copenhagen 2017 und die Finals der dritten Saison der Esports Championship Series von FACEIT. Für all diese Turniere erhielt SK Gaming je mindestens 100.000 US-Dollar Preisgeld.
Am 2. November 2017 wurde bekannt gegeben, dass mit dem Österreicher Mirza Jahic der Wiedereinstieg in FIFA erfolgt.

### Seit 2018: Rückkehr zuLeague of Legends
Am 15. Juni 2018 hat SK Gaming seine Rückkehr zu League of Legends und damit einhergehend das Team rund um Gerrit „Phrenic“ Stukemeier und Tim „Keduii“ Willers bekannt gegeben. Das Team konkurrierte zunächst in den rein deutschsprachigen Ligen, unter anderem der ESL Meisterschaft und der von Riot Games ausgerichteten Premier Tour und belegte als deutscher Vertreter den zweiten Platz bei den European Masters im Frühling 2019.
Ende 2018 wurde SK Gaming als eines von zehn Mitgliedern der League of Legends European Championship, der europäischen E-Sport-Profiliga vorgestellt und war damit über mehrere Jahre sowohl auf europäischer als auch nationaler Ebene im Spiel League of Legends vertreten. Im Sommer 2023 konnte man auf nationaler Ebene einen Meistertitel erreichen. Dennoch wurde Ende 2024 der Rückzug aus der deutschen Liga vollzogen, die Teilnahme an der League of Legends European Championship bleibt bestehen.

## Aktive Spieler
(Stand: Mai 2024)

### League of Legends(LEC Team)
(Quellen: )
- Geun-woo "DnDn" Park  (Top; seit Jul. 2025)
- Duncan "Skeanz" Marquet (Jungle; seit Jul. 2025)
- Felix "Abbedagge" Braun (Mid; seit Jul. 2025)
- Tim "Keduii" Willers (ADC; seit März 2025)
- Kim „Loopy“ Dong-hyeon (Support; seit Dez. 2024)

### Clash Royale
(Quelle: )
- Morten „Morten“ Mehmert
- Samuel „xopxsam“ Klotz

### Brawl Stars
(Quelle: )
- David „Yoshi“ Cayetano Gómez
- Yassine Ben „LeNain“ Romdhane
- Erik Bravo „Joker“/„iDarkJoker“ Granström[53]
- Pedro „PGuijarro“ Guijarro

### Valorant
(Quelle: )
- Felix Gerling
- Miguel „Bati“ Batista
- Haydem „Click“ Ali
- Johan „Meddo“ Renbjörk Lundborg
- Murat „murii“ Korkmaz
- Mateja „qpert“ Mijović

### Content Creator
(Quelle: )
- Lucas „BigSpin“ Nägeler
- Lukas „Mango“ Schändel
- Niklas „NiklasNeo“ Nörenberg

## Wichtige ehemalige Spieler und Verantwortliche
- Benjamin „Kane“ Reichert (Quake, Gründungsmitglied)
- Tim „Burke“ Reichert (Quake, Gründungsmitglied)
- Emil „HeatoN“ Christensen (Counter-Strike, 2002 – 2004)
- Abdisamad „SpawN“ Mohamed (Counter-Strike, 2003 – 2008 1)
- Christopher „GeT_RiGhT“ Alesund (Counter-Strike, 2007 – 2012 1)
- Patrik „f0rest“ Lindberg (Counter-Strike, 2010 – 2012)
- Christian „GitzZz“ Höck (Unreal Tournament, 2002 – 2004)
- Daniel „hero“ Schellhase (FIFA, 2004 – 2010)
- Dennis „styla“ Schellhase (FIFA, 2004 – 2010)
- Joshua „Kr0ne“ Begehr (FIFA, 2007 – 2010)
- Bora „YellOwStaR“ Kim (League of Legends, 2012 – 2013)
- Carlos „ocelote“ Rodríguez (League of Legends, 2012 – 2013)
- Patrick „Nyph“ Funke (League of Legends, 2011 – 2013)
- Mykhaylo „HoT“ Novopashyn (Warcraft III, 2004 – 2007)
- Daniel „Miou“ Holthuis (Warcraft III, 2004 – 2009)
- Dennis „TaKe“ Gehlen (Manager des Warcraft-III-Teams)
- Jang „MC“ Min-chul (StarCraft II, 2011 – 2013)
- Marcelo „coldzera“ David (Counter-Strike: Global Offensive, 2016 – 2018)
- Gabriel „FalleN“ Toledo (Counter-Strike: Global Offensive, 2016 – 2018)

## Erfolge (Auszug)

### Counter-Strike 1.6
- CPL Winter 2005: 1. Platz
- CPL Summer 2005: 1. Platz
- CPL Winter 2003: 1. Platz
- CPL Summer 2003: 1. Platz
- CPL Summer 2002: 1. Platz
- CPL Autumn 2003: 1. Platz
- CPL Games 2003: 1. Platz
- Electronic Sports World Cup 2003: 3. Platz
- World Cyber Games 2003: 1. Platz
- Electronic Sports World Cup 2005: 2. Platz
- KODE5 Global Finals 2007: 3. Platz
- Electronic Sports World Cup 2008: Top 8
- ESL Intel Extreme Masters III GC L.A.: 1. Platz
- ESL Intel Extreme Masters III GC Montreal: 2. Platz
- World Cyber Games 2008: 2. Platz
- ESWC Masters of Cheonan 2009: 2. Platz
- KODE5 Global Finals 2009: 2. Platz
- ESL Intel Extreme Masters GC New York 2011: 1. Platz
- ESL Intel Extreme Masters IV GC Chengdu: 1. Platz
- Electronic Sports World Cup 2011 1. Platz

### Counter-Strike: Global Offensive
- DreamHack Astro Open: 1. Platz
- ESL Pro League Season 5 Finals: Halbfinale
- IEM XII – Sydney: 1. Platz
- CS_Summit Spring 2017: 1. Platz
- DreamHack Masters Las Vegas: 2. Platz
- Eleague Major: Atlanta 2017: Halbfinale
- Esports Championship Series Season 2 – Finals: Halbfinale
- IEM XI – Oakland: Finale
- Eleague Season 2: Halbfinale
- ESL Pro League Season 4: Finale
- EPICENTER 2016 – Finals: Halbfinale
- ESL One New York 2016: Halbfinale
- ESL One Cologne 2016: 1. Platz
- ESL Pro League Season 5: Halbfinale
- ECS Season 2: 1.Platz
- ESL One Cologne 2017: 1. Platz
- Epicenter 2017: 1. Platz
- IEM Season XII – Oakland: Halbfinale
- Blast Pro Series – Kopenhagen: 1. Platz
- ESL Pro League Season 6: 1. Platz
- Eleague Major: Boston 2018: Halbfinale
- Adrenaline Cyber League 2018: 1. Platz

### WarCraft III
- dreifacher WC3L-Meister (Saisons I, II, XII)
- WC3L-Vizemeister (Saisons III)
- dreifacher NGL-ONE-Vizemeister (Saisons 2006, 2007, 2007/2008)
- sechsfacher deutscher Meister der ESL Pro Series (Saisons IV, V, VI, VII, VIII, IX) – Daniel „miou“ Holthuis
- Electronic Sports World Cup 2003: 1. Platz – Alborz „HeMaN“ Haidarian
- World Cyber Games 2003: 1. Platz – Zdravko „Insomnia“ Georgiev
- Blizzard Worldwide Invitational 2004: 1. Platz – Fredrik „MaDFroG“ Johansson
- Blizzard Worldwide Invitational 2005: 1. Platz – Chun „Sweet“ Jung-hee
- World e-Sports Games 2005 Season 3: 1. Platz – Chun „Sweet“ Jung-hee
- KODE5 Global Finals 2006: 1. Platz – Andrey „Deadman“ Sobolev

### FIFA
- sechsfacher deutscher Meister der ESL Pro Series (Saisons 8, 9, 10, 11, 12 & 13)
- World Cyber Games 2005: 1. Platz – Dennis „styla“ Schellhase
- World Cyber Games 2006: 1. Platz – Daniel „hero“ Schellhase
- World Cyber Games 2007: 1. Platz – Daniel „hero“ Schellhase
- World Cyber Games 2009: 1. Platz – Joshua „Kr0ne“ Begehr
- World Cyber Games 2009: 2. Platz – Daniel „hero“ Schellhase
- Aufnahme der Brüder Daniel und Dennis Schellhase in die World Cyber Games Hall of Fame

### Quake
- DeCL Saison 2 1998: 2. Platz[57]
- DeCL Saison 3 1998: 2. Platz[58]
- DeCL Saison 4 1999: 1. Platz[59]
- WSVG Intel Summer Championships 2006: 1. Platz – Johan „toxic“ Quick
- World Series of Video Games 2006: 1. Platz – Johan „toxic“ Quick
- ESWC Masters of Athens 2008: 1. Platz – Shane „rapha“ Hendrixson
- QuakeCon 2009: 1. Platz – Shane „rapha“ Hendrixson
- ESL Intel Extreme Masters Pro/Am Challenge GamesCom: 1. Platz – Shane „rapha“ Hendrixson
- ESL Intel Extreme Masters IV GC Dubai: 1. Platz – Shane „rapha“ Hendrixson
- ESL Intel Extreme Masters IV GC Cologne: 1. Platz – Shane „rapha“ Hendrixson
- ESL Intel Extreme Masters IV World Championship Finals: 1. Platz – Shane „rapha“ Hendrixson
- ESWC Grand Finals 2010: 1. Platz – Shane „rapha“ Hendrixson

### Painkiller
- CPL World Tour Finals 2005: 4. Platz – Benjamin „zyz“ Bohrmann
- CPL World Tour Finals 2005: Top 12 – Stephan „SteLam“ Lammert

### Unreal Tournament
- CPL Summer 2004: 1. Platz
- ESWC 2003: 1. Platz – Christian „GitzZz“ Höck
- ESWC 2004: 2. Platz – Christian „GitzZz“ Höck
- WCG 2004: 4. Platz – Christian „GitzZz“ Höck

### League of Legends
- ESL Pro Series Summer Season 2011: 1. Platz
- Intel Extreme Masters VI Global Challenge New York 2011: 2. Platz
- European Regional Finals Gamescom 2012: 2. Platz
- League Championship Series EU Season 3 Spring: 4. Platz
- DreamHack Winter 2013: 1. Platz
- League Championship Series EU Season 2014 Spring: 2. Platz
- League Championship Series EU Season 2015 Spring: 1. Platz
- League of Legends Premier Tour 2018 Summer Gamescom: 2. Platz
- League of Legends Premier Tour 2018/2019 Winter Bern: 2. Platz
- League of Legends Premier Tour 2018/2019 Winter Wien: 2. Platz
- Summoner's Inn League Season 1: 2. Platz
- Summoner's Inn League Season 2 Playoffs: 1. Platz
- ESL Meisterschaft 2019 Spring Playoffs: 2. Platz
- European Masters 2019 Spring: 2. Platz
- Prime League 1st Division 2023 Summer Playoffs: 1. Platz

### StarCraft II
- HomeStory Cup IV: 1. Platz – Jang Min „MC“ Chul
- ESL Intel Extreme Masters VI World Championship: 1. Platz – Jang Min „MC“ Chul
- Red Bull Battlegrounds Austin: 1. Platz – Jang Min „MC“ Chul
- North American Star League Season 3: 3. Platz – Jang Min „MC“ Chul
- 2012 GSL Code S Season 3: 2. Platz – Jang Min „MC“ Chul

### World of Warcraft
- Blizzcon 2015 World Championship: 1. Platz